# Boqueixón
Boqueixón är en kommun i Spanien. Den ligger i provinsen A Coruña i den autonoma regionen Galicien i nordvästra delen av landet, 500 km väster om huvudstaden Madrid. Antalet invånare är 4 200 (2024). Arean är 73,18 kvadratkilometer. Boqueixón gränsar till Santiago de Compostela, O Pino, Touro, Vila de Cruces, Silleda, A Estrada och Vedra.